# Barbara Nedeljáková
Barbara Nedeljáková (Banská Bystrica, 16 mei 1979) is een Slowaaks actrice.